# Isola Chavez
L'isola Chavez è un'isola lunga 6 km che sale a 550 metri, situata immediatamente a ovest della penisola di Magnier, che si trova tra la Baia di Leroux  e Bigo Bay, al largo della costa occidentale della Terra di Graham. È stato scoperto e chiamato dalla spedizione antartica francese, 1908-10, sotto Jean-Baptiste Charcot, probabilmente per il comandante Alfonso Chaves di Ponta Delgada, Azzorre, ma l'ortografia Chavez si è affermata attraverso un lungo utilizzo.